# Bíbortangara
A bíbortangara (Ramphocelus bresilius vagy Ramphocelus bresilia)  a madarak osztályának verébalakúak (Passeriformes) rendjébe és a tangarafélék (Thraupidae) családjába tartozó faj.

## Rendszerezése
A fajt Carl von Linné svéd természettudós írta le 1766-ban, a Tanagra nembe Tanagra bresilia néven.

## Alfajai
- Ramphocelus bresilius bresilius (Linnaeus, 1766)
- Ramphocelus bresilius dorsalis P. L. Sclater, 1855[2]

## Előfordulása
Argentína északkeleti és Brazília délkeleti részén honos. Természetes élőhelyei a szubtrópusi és trópusi síkvidéki esőerdők és cserjések, vizek közelében, valamint vidéki kertek és városi környezet. Állandó, nem vonuló faj.

## Megjelenése
Testhossza 18 centiméter. A nemek tollazata különböző.
|  |  |  |

## Életmódja
Mindenevő, gyümölcsökkel, magvakkal és rovarokkal táplálkozik.

## Szaporodása
Fészekalja 3 zöldes-kék, fekete foltos tojásból áll.

## Természetvédelmi helyzete
Az elterjedési területe nagyon nagy, egyedszáma pedig stabil. A Természetvédelmi Világszövetség Vörös listáján nem fenyegetett fajként szerepel.
Európában az Európai Állatkertek és Akváriumok Szövetsége felügyelete alá tartozó Európai Veszélyeztetett Fajok Programja (EEP) keretében tenyésztik a faj egyedeit.